# DJ Bobo

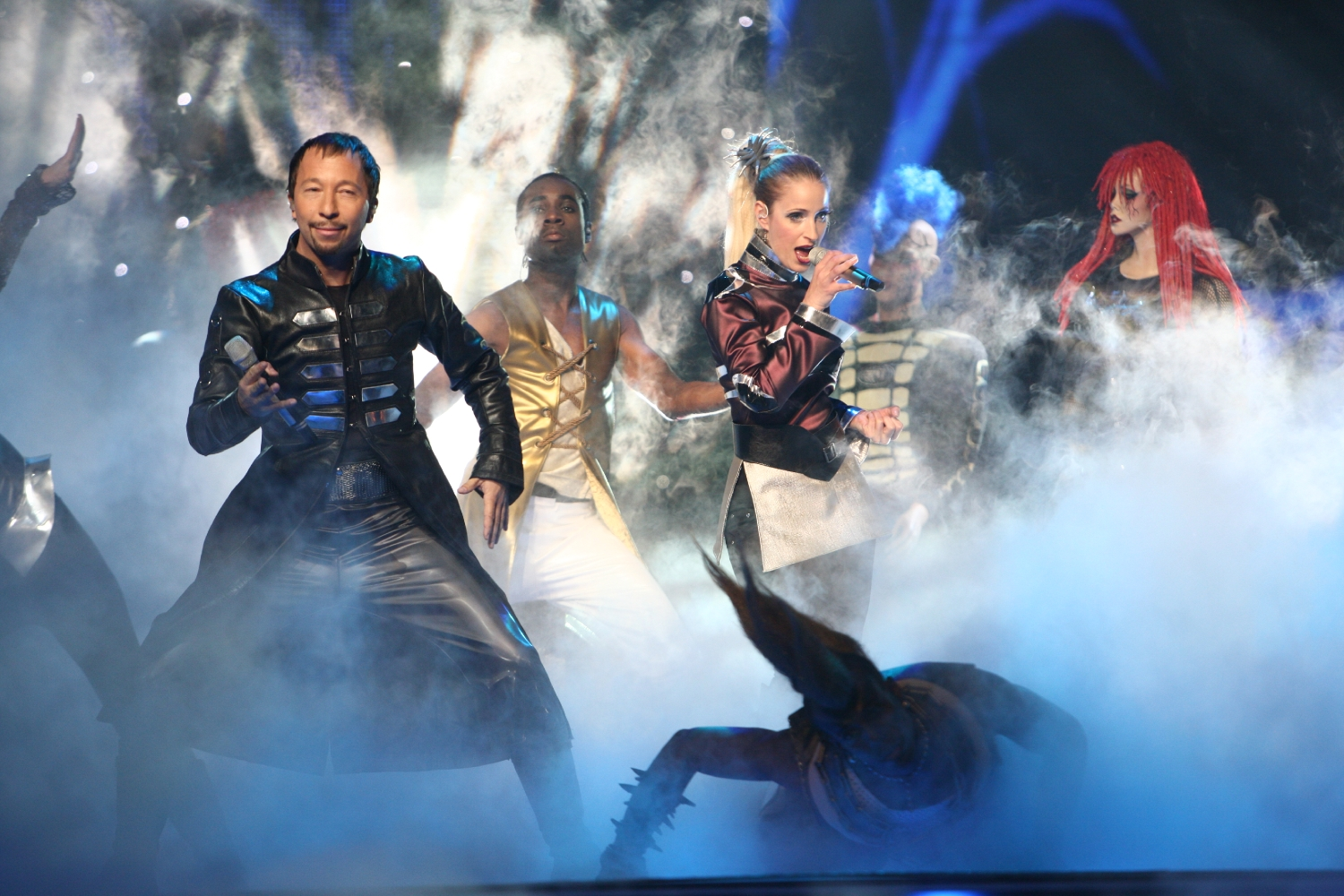
Framförandet av Vampires Are Alive vid Eurovision Song Contest i Helsingfors

René Baumann, född 5 januari 1968 i Kölliken i Schweiz, är en schweizisk musiker och eurodanceartist känd under artistnamnet DJ Bobo. Han har sålt 14 miljoner skivor världen över och släppt 12 studioalbum och ett antal samlingsskivor.

## Biografi
Hans första stora hit var Somebody Dance With Me från 1993. Han hade därefter ett antal stora hits på den dåvarande eurodance-scenen bl.a. "Take Control", "Everybody", "Let The Dream Come True" och "Love Is All Around". Han är på senare tid mest ihågkommen för låten Chihuahua från 2003.
Mellan 2003 och 2007 hade DJ Bobo 27 singlar som gått upp på topplistorna i Schweiz och Tyskland, och vann även 10 stycken World Music Awards för att ha varit Schweiz bäst säljande artist. Många av hans skivor och album har sålt både guld och platina.
2007 representerade han Schweiz med låten Vampires Are Alive, i Eurovision Song Contest i Helsingfors, men låten missade finalen. Den fick titeln Vampires Are Alive (EAPM Remix) och finns med på Dj Bobos album Olé Olé The Party Album från 2008.

## Diskografi

### Album
- Dance with Me (1993)
- There Is a Party (1994)
- Just for You (1995)
- World in Motion (1996)
- Magic (1998)
- The Ultimate Megamix '99 (1999)
- Level 6 (1999)
- Planet Colors (2001)
- Celebration (2002)
- Visions (2003)
- Chihuahua (2003)
- Live in Concert (2003)
- Pirates of Dance (2005)
- Greatest Hits (2006)
- Vampires (2007)
- Olé Olé The Party Album (2008)
- Fantasy (2010)
- Dancing Las Vegas (2011)
- Reloaded (2013)
- Circus (2014)
- Mystorial (2016)

### Singlar
- "I Love You" (1989)
- "Ladies in the House" (1991)
- "Let's Groove On" (1991)
- "Somebody Dance with Me" (1992)
- "Keep on Dancing" (1993)
- "Take Control" (1994)
- "Everybody" feat. Emilia (1994)
- "Let the Dream Come True" (1994)
- "Love Is All Around" (1995)
- "There Is a Party" (1995)
- "Freedom" (1995)
- "Love Is the Price" (1996)
- "Pray" (1996)
- "Respect Yourself" (1996)
- "It's My Life" (1997)
- "Shadows of the Night" (1997)
- "Where Is Your Love" (1998)
- "Around the World" (1998)
- "Celebrate" (1998)
- "Together" (1999)
- "Lies" (1999)
- "What a Feeling" (2001)
- "Hard to Say I'm Sorry" (2001)
- "Colors of Life" (2001)
- "Celebration" (2002)
- "I Believe" (2003)
- "Chihuahua" (2003)
- "Pirates of Dance" (2005)
- "Amazing Life" (2005)
- "Secrets of Love" (2006)
- "Vampires are Alive" (2007)
- Somebody Dance With Me - Remady Mix Radio Edit  (2013)
- Radio Ga Ga (2014)